# Royal Institution
Royal Institution of Great Britain (ofta förkortad till Royal Institution eller RI) är en organisation för naturvetenskaplig forskning och utbildning med säte i London.

## Översikt

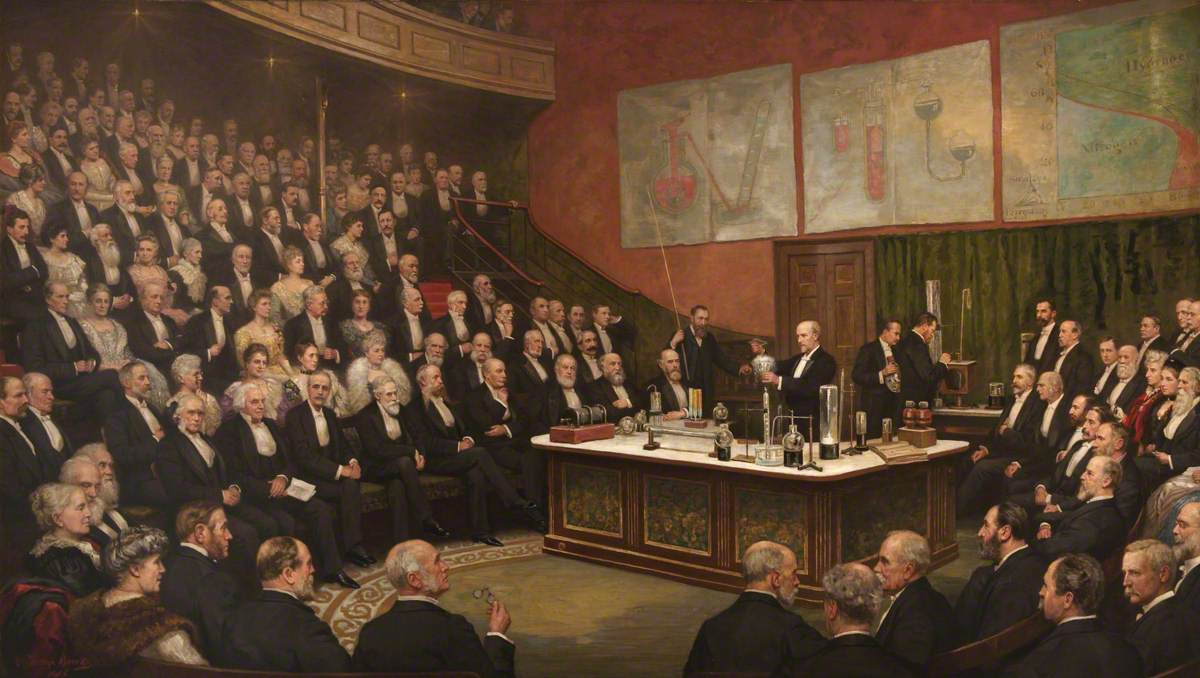
A Friday Evening Discourse at the Royal Institution; Sir James Dewar on Liquid Hydrogen ("En fredagskvällsföreläsning vid Royal Institution; Sir James Dewar om flytande väte") av Henry Jamyn Brooks, 1904

Royal Institiution grundades 1799 av dåtidens främsta brittiska naturvetare, bland dem Henry Cavendish och sällskapets förste ordförande George Finch, för att 
sprida kunskapen om och underlätta det allmänna införandet av användbara mekaniska uppfinningar och förbättringar och för att genom filosofiska föreläsningar och experiment lära ut tillämpningen av vetenskap för vardagliga ändamål.
En stor del av startkapitalet och initiativet kom från Society for Bettering the Conditions and Improving the Comforts of the Poor ("Sällskapet för förbättrandet av de fattigas förhållanden") som leddes av filantropen Sir Thomas Bernard och den amerikafödde brittiske naturvetaren Sir Benjamin Thompson, greve Rumford. Sedan grundandet har sällskapet haft sitt högkvarter på 21 Albermarle Street i Mayfair. Det fick sitt Royal Charter 1800. Sällskapet kungjorde i januari 2013 att det övervägde en försäljning av sitt högkvarter på grund av växande skulder. I mars samma år fick sällskapet en anonym donation på 4,4 miljoner pund som räddade kvar byggnaden i dess ägo.

## Historia

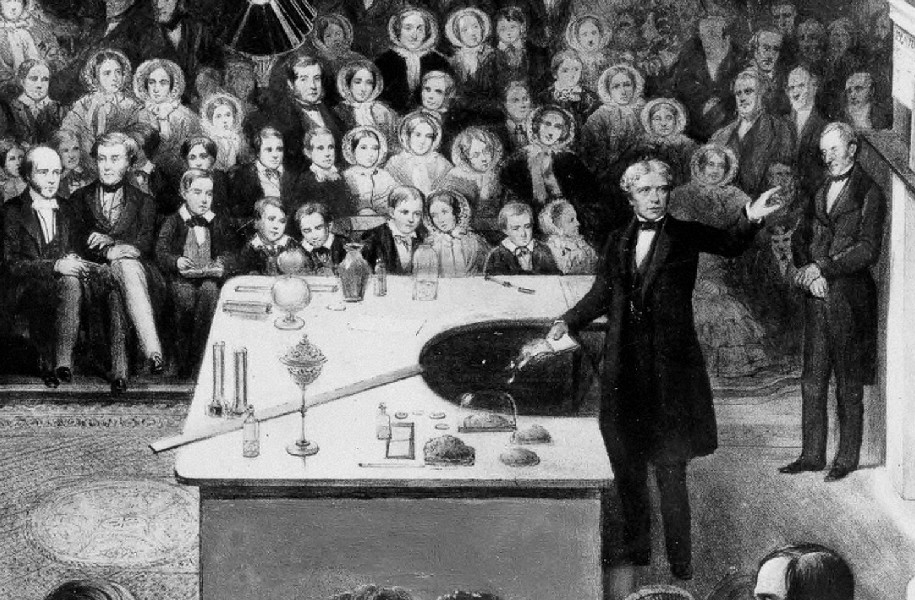
Michael Faradays julföreläsning 1856.

Genom hela dess historia har sällskapet gynnat allmänhetens intresse för vetenskap genom ett föreläsningsprogram, av vilka många fortsätter idag. De mest berömda av dessa är de årliga julföreläsningarna, Royal Institution Christmas Lectures, som grundades av Michael Faraday 1825.
Royal Institution har spelat en betydande roll för vetenskapliga framsteg sedan bildandet. Kända forskare som arbetat där innefattar Sir Humphry Davy (som upptäckte natrium och kalium), Michael Faraday, James Dewar, sir William Henry Bragg och sir William Lawrence Bragg (som delade Nobelpriset i fysik 1915 för deras arbete med röntgendiffraktion), Max Perutz, John Kendrew, Antony Hewish samt George Porter. Under 1800-talet stod Faraday för en stor del av den forskning vid institutet som ledde till det praktiska utnyttjandet av elektriciteten. Sammanlagt har femton forskare som varit knutna till Royal Institution erhållit Nobelpris. Upptäckten av tio grundämnen, utvecklingen av den elektriska generatorn och mycket av det tidiga arbetet på kristallers atomstruktur skedde i stor utsträckning vid institutet.

### Nobelpristagare
1. John William Strutt, Lord Rayleigh (1842–1919) – Fysik 1904 med William Ramsay för upptäckten av argon
2. Joseph John Thomson (1856–1940) – Fysik 1906 för studier av gasers ledning av elektricitet
3. Ernest Rutherford (1871–1937) – Kemi 1908 för arbete på radioaktiva ämnens kemi och grundämnens sönderfall
4. William Lawrence Bragg (1890–1971) - Fysik 1915 delat med WH Bragg, för bestämning av kristallstrukturer genom användande av röntgenstrålning
5. William Henry Bragg (1862–1942) - Fysik 1915 delat med WL Bragg, för bestämning av kristallstrukturer genom användande av röntgenstrålning
6. Charles Scott Sherrington (1857–1952) – Kemi 1932 delat, för sin upptäckt av neuroners funktion
7. Henry Hallett Dale (1875–1968) – Medicin 1936 delat med Otto Loewi, för deras arbete med kemisk fortplantning av nervimpulser
8. Peter Medawar (1915–1987) – Medicin 1960 för arbete med hudtransplantat
9. John Cowdery Kendrew (1917–1997) – Kemi 1962 med Perutz, för bestämning av strukturen hos hemoglobin och myoglobin med hjälp av röntgenkristallografi och datorer
10. Max Ferdinand Perutz (1914–2002) – Kemi 1962 med Kendrew, för bestämning av strukturen hos hemoglobin och myoglobin med hjälp av röntgenkristallografi och datorer
11. Andrew Fielding Huxley (1917–2012) – Medicin 1963 för förklaringen till hur nerver använder elektricitet för sändande av signaler
12. Dorothy Crowfoot Hodgkin (1910–1994) – Kemi 1964 för bestämning av strukturen hos viktiga biokemiska ämnen inklusive vitamin B12 och penicillin med röntgenteknik
13. George Porter (1920–2002) – Kemi 1967 för arbete på kemiska reaktioner som induceras av ljus och för fotografering av molekylers beteende under snabba reaktioner
14. Antony Hewish (1924–) – Fysik 1974 för arbete med upptäckten av pulsarer
15. John Gurdon (1933–) – Medicin 2012 med Shinya Yamanaka för upptäckten av att mogna celler kan omprogrammeras till stamceller

### Grundämnen
1. Kalium – isolerat av Humphry Davy från pottaska med elektrolys 1807.
2. Natrium – isolerat av Humphry Davy 1807 från smält natriumhydroxid.
3. Barium – isolerat med elektrolys av smälta bariumsalter 1808 av Humphry Davy.
4. Bor – upptäckt av Humphry Davy 1808 genom utfällning av en brun substans med elektrolys från en lösning av borater. Han producerade tillräckligt för att konstatera att det var ett nytt grundämne, men rent bor framställdes inte förrän 1909.
5. Kalcium – isolerat av Humphry Davy 1808 från en blandning av kalksten och kvicksilveroxid genom elektrolys.
6. Klor – Grundämnet klor framställdes 1774 av Carl Wilhelm Scheele, men troddes då att vara en förening och kallades "deflogisterad saltsyra". Humphry Davy var den förste som påvisade att det var ett grundämne 1810.
7. Magnesium – framställdes/upptäcktes 1808 av Humphry Davy genom elektrolys av en blandning magnesiumoxid och kvicksilveroxid.
8. Strontium – isolerat från en blandning av strontiumklorid och kvicksilveroxid med hjälp av elektrolys 1808'
9. Jod – Upptäckt av Bernard Courtois 1811, namngivet av Joseph Louis Gay-Lussac som trodde att det antingen var ett grundämne eller en syreförening och förklarat som grundämne kort därefter av Humphry Davy.
10. Argon – upptäckt 1894 av Lord Rayleigh (och William Ramsay).

### Ordförande
Royal Institution har haft femton ordförande ("presidents") sedan dess grundande 1799 och en "verkställande ordförande" ("acting-president"):
- 1799 – George Finch, 9:e earl av Winchilsea
- 1813 – George Spencer, 2:e earl Spencer
- 1825 – Thomas Pelham, 2:e earl av Chichester
- 1827 – Edward St. Maur, 11:e hertig av Somerset
- 1842 – Algernon Percy, 4:e hertig av Northumberland
- 1865 – Sir Henry Holland, 1:e baronet
- 1873 – Algernon Percy, 6:e hertig av Northumberland
- 1899 – Henry Percy, 7:e hertig av Northumberland
- 1918 – Alan Percy, 8:e hertig av Northumberland
- 1930 – Eustace Percy, 1:e baron Percy av Newcastle
- 1945 – Robert Strutt, 4:e baron Rayleigh
- 1948 – John Moore-Brabazon
- 1963 – Alexander Fleck, 1:e baron Fleck
- 1968 – William Wellclose Davis ("acting-president")
- 1969 – Harold Roxbee Cox, baron Kings Norton
- 1976 – Prins Edward, hertig av Kent

## Faraday Museum
Royal Institution öppnade 1973 ett museum som bland annat består av Michael Faradays ursprungliga laboratorium i byggnadens källare. Bland de utställda föremålen finns många av de föremål Faraday själv konstruerade, som hans elmotor, unipolarmaskin ("skivgenerator") och den elektromagnet han byggde av en halv ankarkättingslänk, men även annat som exempelvis William Braggs spektrometer, George Porters första laser och en Voltas stapel som Alessandro Volta skänkte till Faraday 1814. Museet är öppet måndag till fredag kl. 9.00 - 18.00 och inträdet är gratis.